# Vinícola Aurora

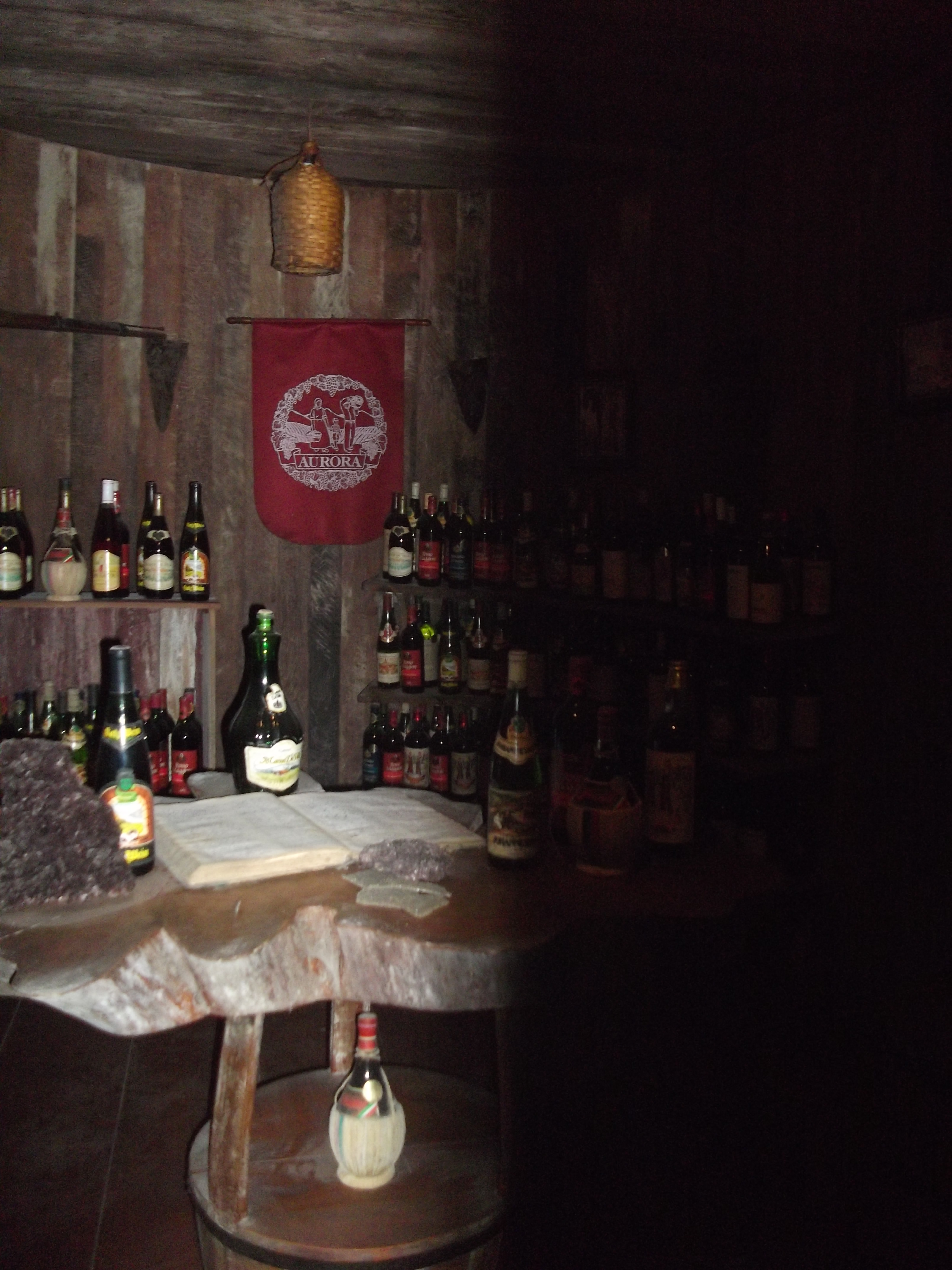
Vinícola Aurora

A Vinícola Aurora é uma cooperativa de vinicultores, sediada em Bento Gonçalves, Rio Grande do Sul.

## História
A história da Aurora inicia em 1875, com a chegada de imigrantes oriundos do norte da Itália. Estabelecidos no Sul do Brasil, na Serra Gaúcha, onde encontraram paisagens e clima similares aos de seu país de origem. Assim, os hábitos e a cultura europeia não foram abandonados, e a antiga arte da vitivinicultura logo foi retomada.
No dia 14 de fevereiro de 1931, dezesseis famílias de produtores de uvas do município de Bento Gonçalves, na Serra Gaúcha, reuniram-se para lançar a pedra fundamental do que viria a se transformar no maior empreendimento do gênero no Brasil: A Cooperativa Vinícola Aurora. Um ano mais tarde, já contabilizava a produção coletiva de 317 mil quilos de uvas e fixava a base de um empreendimento destinado a ser não apenas o maior, mas também um dos mais qualificados tecnologicamente.
Hoje, bem no coração de Bento Gonçalves, a Vinícola Aurora é a maior do Brasil. Mais de 1.100 famílias se associaram à cooperativa, sendo a produção orientada por técnicos que, diariamente, estão em contato com o produtor – fornecendo toda a assistência necessária. A equipe técnica se responsabiliza pelo acompanhamento permanente do processo industrial e pela qualidade final dos produtos, sempre com a atenção voltada para o desenvolvimento de uma tecnologia de ponta.
A conquista da posição que ocupa há mais de duas décadas foi possível graças à constante modernização de seu parque industrial, à alta tecnologia de suas unidades e aos rigorosos padrões exigidos nos processos de produção. O cuidado extremo com a rotina produtiva, observado a partir da plantação das mudas ao engarrafamento do produto, faz parte da receita de crescimento constante do empreendimento durante todos esses anos.

## Escravidão moderna
Em fevereiro de 2023, foram flagradas mais de 200 pessoas em situação de escravidão, mantidas num alojamento em Bento Gonçalves sob ameaça e tortura (espancamento, choques elétricos e spray de pimenta), cujo trabalho era explorado pelas vinícolas Aurora, Garibaldi e Salton, via empresa terceirizada. Após a situação vir a tona, a empresa pediu desculpas pelo ocorrido, afirmou que fará mudanças e que os trabalhadores eram fornecidos por empresa terceirizada.
Diante do escândalo, a entidade de classe empresarial local de Bento Gonçalves emitiu nota culpando as políticas de bem-estar social, a que chama de "sistema assistencialista", pela falta de candidatos ao trabalho nas condições oferecidas.